# Angie Palmer
Angie Palmer (* 1965 in Lancashire, England) ist eine britische Folksängerin und Songwriterin. Aufgrund ihres temperamentvollen Gitarrenspiels und ihrer präsenten, rauen Stimme wird sie oft als die „britische Lucinda Williams“ bezeichnet.

## Leben
Angie Palmer hat nach eigenen Aussagen „ihr ganzes Leben Gitarre gespielt und gesungen“. Mit 18 reiste sie mit einer alten spanischen Gitarre auf das europäische Festland, um vor dem Kunststudium etwas in der Welt herumzukommen. Die nächsten acht Jahre lebte sie vorwiegend in Frankreich und in der Schweiz. Sie spielte unter anderem als Straßensängerin in der Pariser Metro, in Bars, Clubs sowie auf kleinen Festivals in Frankreich, der Schweiz, Italien und Deutschland. Im Verlauf der Jahre, die sie in Frankreich und der Schweiz verbrachte, entwickelte die Sängerin ihr typisches Markenzeichen: die sehr rhythmusbetonte Spielweise auf der Akustikgitarre sowie eine starke Stimmpräsenz. Zur Entstehung ihres Stils erklärte sie später auf ihrer Künstler-Website: "Die Leute registrieren oft die Aggressivität meiner Spielweise. Ein Großteil meines Stils resultiert jedoch aus purer Ökonomie: Es ist schlichtweg einfacher, so zu spielen."
1991 kehrte Angie Palmer nach England zurück. Dort entwickelte sie sich Schritt für Schritt zur professionellen Musikerin. Auftritts-Highlight ihrer frühen musikalischen Karriere war ein Gig auf der Folk-Bühne des britischen Glastonbury Festivals. Die folgenden fünf Jahre lebte sie in Brighton und spielte Gigs alleine sowie mit unterschiedlichen Bands in Südengland. 1995 erfolgte ein Umzug in die Nordwestecke des Landes nach Lancaster, von wo aus sie vorwiegend Solotouren durch die Clubs im Norden unternahm.
Angie Palmers Debütalbum, A Certain Kind of Distance, entstand im Jahr 2000. Stilistisch war es stark von Folk- und Alternative-Country-Einflüssen geprägt. Verstärkt wurde dieser Eindruck dadurch, dass die CD komplett solo eingespielt wurde. Bei der zweiten CD, Romantica Obscura aus dem Jahr 2002, arbeitete die Sängerin und Gitarristin mit zusätzlichen Musikern. Zu der Standardbesetzung Bass und Schlagzeug kamen punktuelle Einsätze von Cello, Violine und Congas hinzu. Insgesamt war der Sound ihres Zweitlings ruhiger und erinnerte in vielen Momenten an die US-Amerikanerin Joni Mitchell. Texte und Musik von Romantica Obscura entstanden in Zusammenarbeit mit dem Songwriter Paul Mason.
Die dritte CD, Road, wurde in West Orange aufgenommen. Stilistisch markierte sie eine Rückkehr zu dem gestrippt-reduzierten Sound ihres Erstlings. Aufgrund der elektrischen Instrumente geriet Road allerdings rauer und rockiger als die beiden Vorgängeralben. Stark mitgeprägt wurde der Sound von Palmers drittem Album von dem neuen Gitarristen Mark Townson. Als weiterer Musiker hinzu kam Richard Curran an Violine und Mandoline. Das im Sommer 2006 erschienene vierte Album Tales of Light & Darkness enthielt Song-Interpretationen literarischer Vorlagen, unter anderem von John Steinbeck und Edgar Allan Poe. Akustische Gitarre, die Stimm-Präsenz der Sängerin sowie eine abgespeckte Instrumentierung standen wie gehabt im Vordergrund. Das Highlight der CD, die eingängig-schnelle Nummer Fools Gold, orientierte sich stilistisch und vortragstechnisch an Bob-Dylan-Songs der Sechziger.
Angie Palmer, die sich 2001 in Preston niederließ, gab an, bis zu diesem Zeitpunkt an die 40 Titel selbst geschrieben zu haben. Immer wieder Präsenz zeigte die Folkmusikerin und Sängerin vor allem bei Live-Gigs auf kleineren Folk-, Rock- und Blues-Festivals wie zum Beispiel dem Burney Blues Festival, dem Coine Blues Festival sowie einer Reihe einschlägiger Open-Air-Veranstaltungen im Großraum London. Anlässlich ihrer French Tour im Oktober 2006 absolvierte die Sängerin mehrere Auftritte in Frankreich, unter anderem auch in der Hauptstadt Paris.

## Stil und Kritiken
Ihren stark von Straßenmusik und Clubauftritten geprägten Folk- und Blues-Stil kombiniert Angie Palmer mit ambitionierten Texten, welche sie entweder selbst oder zusammen mit Paul Mason schreibt. Als musikalische Vorbilder nennt sie Bob Dylan, Joni Mitchell sowie die US-amerikanische Bluegrass-Musikerin Gillian Welch. Songs, Arrangements und Art des Vortrags erinnern gelegentlich an die New-Country-Ikone Mary Chapin Carpenter. Palmers Musik hingegen ist stark im Blues verwurzelt. Neben Blues-Legenden wie Howlin’ Wolf und Willie Dixon sowie dem Gitarristen John Martyn prägten, wie sie sagt, vor allem markante Frauen wie Patti Smith, Bonnie Raitt und Rory Block ihre Musik.
Künstler unterschiedlicher Genres werden auch bei Vergleichen in der Fachpresse immer wieder herangezogen. Aufgrund ihrer zwischen Aggression und Zärtlichkeit changierenden Vortragsweise wird sie mitunter auch als „britische Lucinda Williams“ bezeichnet. Der Autor Garth Cartwright resümierte in HMV Choice anlässlich des Albums Roads: „Sie verbindet Einflüsse von Joni Mitchell und Bob Dylan mit ihrem eigenen markanten Sound“. Das britische Magazin Mojo schließlich beschrieb ihren Sound, „als ob Joni Mitchell auf den Arrangements von Robert Earl Keen spielen würde“.

## Diskografie
- A Certain Kind of Distance (2000; Akrasia)
- Romantica Obscura (2002; aKrasia)
- Road (2004; aKrasia)
- Tales of Light & Darkness (2006; aKrasia)
- Meanwhile, as Night falls (2008; aKrasia)
- Old Stick to Scare A Bird (2012; aKrasia)

## Band (2006)
- Angie Palmer (voc, git, banjo)
- Steve Buckley (git)
- Richard Curran (vio, mand)
- Ollie Collins (b)
- Tim Franks (dr)